# ورزشگاه شهر پنانگ
ورزشگاه شهر پنانگ (به لاتین: City Stadium) یک ورزشگاه در مالزی است که در جرج تاون پنانگ واقع شده‌است.